# Jugoslávská liga ledního hokeje 1956/1957
Sezóna 1956/1957 byla 15. sezónou Jugoslávské ligy ledního hokeje. Vítězem se stal tým HK Jesenice. Turnaj se konal ve dnech 1. až 4. února 1957 v srbském Bělehradu.

## Konečná tabulka
1. HK Jesenice
2. HK Partizan
3. HK Ljubljana
4. HK Crvena Zvezda Bělehrad
5. HK Drvodjelac Varaždin